# Франческо Аттоліко
Франческо Аттоліко (італ. Francesco Attolico, 23 березня 1963) — італійський ватерполіст.
Олімпійський чемпіон 1992 року, бронзовий призер 1996 року, учасник 2000 року.
Чемпіон світу з водних видів спорту 1994 року.
Чемпіон Європи з водного поло 1993, 1995 років.
Переможець Кубка світу 1993 року.
Срібний призер Кубка світу 1989, 1995 років.